# Harnstoff-Recycling
Als Harnstoff-Recycling (engl. urea recycling) bezeichnet man in der Physiologie einen Prozess in der Niere, bei dem Harnstoff mehrmals im Nephron rückresorbiert und sezerniert wird.

## Beschreibung
Das harnpflichtige Stoffwechselprodukt Harnstoff wird im Primärharn zunächst frei filtriert, aber ein großer Teil davon wird in den Nieren – insbesondere über den Harnstofftransporter UT-A1 im Sammelrohr – wieder rückresorbiert. Der rückresorbierte Harnstoff ist nicht primär für andere Stoffwechselwege im Körper bestimmt, sondern spielt eine zentrale Rolle im sogenannten Harnstoff-Recycling und beim Aufbau des osmotischen Gradienten im Nierenmark.
Die Rückresorption von Harnstoff ins Nierenmark erhöht die Osmolarität des Interstitiums im inneren Mark der Niere. Dieser hohe osmotische Gradient ist notwendig, um Wasser aus dem Sammelrohr effizient rückresorbieren zu können. Dies geschieht im Wesentlichen unter dem Einfluss von Antidiuretischem Hormon (ADH, Vasopressin). Bei Dehydratation (Wassermangel) wird durch ADH die Expression von UT-A1 gesteigert. ADH vermittelt den Einbau und die Aktivierung des apikalen Harnstofftransporters UT-A1 in der luminalen Membran dieser medullären Sammelrohrzellen. Dadurch wird mehr Harnstoff rückresorbiert bzw. in das Nierenmark transportiert und ein größerer Teil des Wasser aus dem Urin folgt dem so entstandenen Gradienten.
So kann der Körper den Harn stark konzentrieren und Wasserverluste minimieren.